# Trametes unguliformis
Trametes unguliformis är en svampart som först beskrevs av William Alphonso Murrill, och fick sitt nu gällande namn av Leif Ryvarden 1985. Trametes unguliformis ingår i släktet Trametes och familjen Polyporaceae.   Inga underarter finns listade i Catalogue of Life.